# Macguffin
Un macguffin
(también
macgufin,
maguffin,
MacGuffin o
McGuffin)
es un elemento de suspense que hace que los personajes avancen en la trama, pero que puede tener relevancia en la trama o no.
El «macgufin» es una expresión acuñada por Alfred Hitchcock (1899-1980) que designa una excusa argumental que motiva a los personajes y al desarrollo de una historia, pero carece de relevancia por sí misma.
No hay que confundirlo con el red herring (o ‘arenque rojo’), una pista falsa destinada a desviar las previsiones del espectador sobre el argumento.
El elemento que distingue al macgufin de otros tipos de excusas argumentales es que es intercambiable. Desde el punto de vista de la audiencia, el macgufin no es lo importante de la historia narrada.
En 1939, Hitchcock afirmó sobre el macgufin: «En historias de rufianes siempre es un collar y en historias de espías siempre son los documentos».[cita requerida]
Hitchcock explica también esta expresión en el libro-entrevista con François Truffaut El cine según Hitchcock:

La palabra procede de esta historia: dos hombres van en un tren, y uno de ellos le dice al otro: 
 ―¿Qué es ese paquete que hay en el maletero que tiene sobre su cabeza? 
 ―Ah, eso es un macgufin. 
 ―¿Qué es un macgufin? 
 ―Un macgufin es un aparato para cazar leones en Escocia. 
 ―¡Pero si en Escocia no hay leones! 
 ―Entonces eso de ahí no es un macgufin.
Alfred Hitchcock

## Ejemplos

### Películas de Hitchcock
Las películas de Alfred Hitchock contienen, lógicamente, claros ejemplos de Mcguffins, siempre con la premisa de que el protagonista es una persona común y corriente que se ve involucrada en una situación por causa de algún elemento que puede no aparecer nunca en la pantalla:
- En Los 39 escalones (1935), el protagonista encuentra a un conocido moribundo, quien antes de expirar dice: «Treinta y nueve escalones». La policía lo confunde con un espía y para demostrar su inocencia debe descifrar el significado de la frase.

- En North by Northwest (1959), un ejecutivo de publicidad es confundido por una organización de espionaje.

- En Psicosis (1960), toda la trama inicial donde una mujer huye con dinero robado se corta abruptamente antes de la media hora de metraje. Al final resulta ser irrelevante en el argumento una vez cumplida su misión, que es conducir a la mujer fugitiva hasta el recóndito motel de Bates. Como puede verse, cumple con el requisito fundamental del macgufin, es decir, puede intercambiarse por otro elemento análogo pero totalmente distinto: la mujer podría haber estado huyendo de un novio enfadado, o de unos padres dominantes, o de cualquier otra cosa.

### Otras películas
- En Ciudadano Kane (1941), de Orson Welles, al comienzo de la cinta, Kane en su lecho de muerte pronuncia una misteriosa palabra, «Rosebud». Nadie sabe a qué se refiere, y a partir de ese misterio se recrea su vida completa. Finalmente descubrimos que Rosebud era el nombre de su trineo cuando era niño, lo cual no tiene una relevancia mayor en la trama pero sirve de hilo conductor de la misma. Rosebud ha pasado a considerarse uno de los macgufin más importantes de la historia del cine.

- En El halcón maltés (1941) el detective privado investiga la muerte de su socio, Esto lo sumerge en un caso de dobles traiciones alrededor de una pequeña escultura: un halcón de oro cubierto de barniz. Pese a que el objeto pasa de mano en mano, y es motivo de algunas muertes, no es difícil darse cuenta de que cualquier otra joya hubiera servido para hacer actuar a los muchos involucrados. Incluso al final de la película, este objeto queda, ignorado su valor, encima de un estante.

- En Casablanca (1942) el protagonista, un tipo duro y poco solidario, se debate entre sí le corresponde conseguir un salvoconducto para que un fugitivo de los nazis pueda huir de la ciudad. El hombre una y otra vez repasa su antigua relación con la actual novia del perseguido, y el salvoconducto para salvarlo carece en sí de importancia.

- En Seis destinos (1942) se narran las vivencias por separado de personajes que solamente tienen en común la posesión de un chaqué en circunstancias independientes entre sí.

- En Winchester 73 (1950) se muestra a una serie de personajes que en un momento dado poseen un arma, un rifle Winchester modelo 1873, excusa instrumental dentro de un relato unitario. Ese rifle excepcional, perteneciente a una serie limitada y literalmente sin precio, es el detonante de una cadena de violencia en torno al cual gira el conflicto de los personajes, figuras ambiguas, condicionadas por la dureza de su existencia.

- En Desde Rusia con amor (1963) una joven espía rusa expresa al MI6 sus deseos de desertar tras haberse enamorado de James Bond mediante una foto, lo cual parece ser un perfecto pretexto para enviar al agente 007 a buscarla a Turquía, aún a sabiendas de que es una trampa.

- En Belle de jour (1966) de Luis Buñuel, se relatan las peripecias de una mujer con la doble vida de ama de casa normal y prostituta. Un cliente, deseoso de llevar a cabo algún tipo de «variante» sexual, le entrega una caja cuyo contenido se oculta al espectador; solamente se oye un ruido de lo que parece ser un insecto. La caja o su contenido no vuelven a aparecer, es solo una etapa de las aventuras de una prostituta a tiempo parcial, pero es un avance importante en la búsqueda sexual de la mujer. Este macgufin es muy comentado entre los cinéfilos.

- En la película sueca Dunderklumpen! (1974), que combina el naturalismo con la animación, un padre ayuda a su hijo a perseguir a un adorable villano que le robó un cofre que tiene «el tesoro». En las escenas finales, tras mil y un peripecias, se revela de qué se trata el tesoro y todos los personajes terminan por cantar y bailar juntos una canción que exhalta la maravilla de lo simple en la vida.

- En Los tres días del cóndor (1975), el personaje interpretado por Robert Redford es perseguido a muerte. Al final descubre que todo se debe a un informe que escribió, salido de su propia imaginación literaria, tras haber leído un libro que en la ficción habla de cómo controlar un país petrolero.

- En Todos los hombres del presidente (1976), dos periodistas investigan una serie de renuncias en el gabinete presidencial, sin tener la menor idea de que ello los llevará a develar el caso Watergate.

- En The Blues Brothers (1980) Los personajes encarnados por John Belushi y Dan Aykroyd deben obtener como sea dinero para salvar el orfanato en el cual se criaron por causa de impuestos atrasados. Si bien toda la película muestra hasta la saciedad la manera de conseguirlo ―reúnen un grupo musical, consiguen actuaciones, huyen de varios grupos variopintos de personajes y todo termina con una espectacular persecución policial― el motivo de las andanzas (el dinero) se explica en pocos minutos al principio del filme y en el final se realiza el pago, por lo cual directamente pasa a ser secundario. Incluso el orfanato se muestra muy poco, y el dinero ni aparece. Realmente el porqué de tantas peripecias podría ser cualquiera.

- En La cosa del pantano (1982), el macgufin es la fórmula de una hormona curativa derivada de una planta. Un proyecto ultrasecreto para crear un híbrido entre planta y animal capaz de existir en condiciones adversas. Durante la película no se mencionan los efectos y propiedades de la fórmula.

- En Eddie and the Cruisers  (1983) en principio, es la búsqueda de un famoso cantante que desapareció y fue dado por muerto, interpretado por Michael Paré. Ante la inutilidad de hallarlo, se da un giro y la trama queda centrada en las cintas originales del disco que el músico nunca llegó a editar. Las cintas apenas se mencionan o aparecen.

- En El doble macguffin, protagonizada por Ernest Borgnine, desde un auto se arroja un maletín lleno de dinero que es hallado por un niño. Este corre a contárselo a su pandilla de amigos, pero cuando vuelven al lugar, el maletín desapareció. Es el pretexto para dar inicio a una investigación detectivesca de corte juvenil. Sin embargo, el maletín no vuelve a aparecer, no se sabe de dónde provenía ni para qué servía, ni quién lo recogió o quién lo arrojó del auto. La investigación de los adolescentes da con otro macgufin: abortan un asesinato que nunca llega a realizarse pero del cual solo por menciones en los diálogos se dan a conocer sus detalles, o a la víctima, quien podría haber sido un político, un empresario, cualquiera.

- En Sueños radiactivos  (1985), dos jóvenes corren por escenarios mezcla de estética ochentera y posapocalíptica intentando no ser atrapados por un par de llaves que activan misiles nucleares. Se cruzan con personajes igualmente extravagantes y los diálogos son todo un homenaje a las novelas de Raymond Chandler. Estas llaves para misiles solo se muestran un par de veces.

- En Frantic (1988), un médico viaja a París con su esposa, y en el aeropuerto recogen una valija equivocada. Cuando la mujer desaparece, el personaje encarnado por Harrison Ford se decide a hallarla. Por deducción se da cuenta de que en el equipaje debe encontrarse el motivo del misterio, y por ende la clave para rescatar a su mujer. La "clave" resulta ser un objeto pequeño cuyo uso se explica en una sola frase: realmente la explicación sobre su utilidad e importancia resulta irrelevante.

- Tequila sunrise (1988) es una cinta protagonizada por Mel Gibson (quien desea dejar el tráfico de drogas) y Kurt Russell. La policía busca sus cómplices, un grupo de narcotraficantes desea callarlo por si llega a hablar. En ningún momento se muestra droga o algún ambiente relacionado por el bajo mundo, la cinta trata de la vida personal del protagonista fuera de la delincuencia y su relación con una mujer, interpretada por Michelle Pfeiffer. La droga y el narcotráfico solo se mencionan en diálogos que llevan hacia el vínculo con el personaje que desea salirse de ese mundo. Mel Gibson podría haber interpretado a un ladrón, a un falsificador, alguien que se dedica a cualquier otra actividad delictiva.

- En Érase una vez en China (1991), larga saga de películas de artes marciales basadas libremente en la biografía del célebre maestro Wong Fei Hung (1847-1924), cualquier cosa sirve para que los personajes se crucen a patadas y puñetazos: salvar a un señor, el amor de una mujer, un empujón en medio de un mercado atestado, o el simple entrenamiento.

- En Reservoir Dogs (1992) cuatro criminales que sobreviven a un fallido asalto se enfrentan entre sí, al creer que hay entre ellos un traidor. El motivo es una bolsa de diamantes que rara vez es vista o mencionada.

- En El informe Pelícano (1993), una joven es perseguida por causa de un escrito suyo que llegó a manos de los villanos. Lo que parecía ser un simple trabajo de clase sobre conspiraciones y asesinatos, basado en reportes periodísticos y la imaginación de la muchacha, resulta ser absolutamente cierto, incluso en los mínimos detalles. Eso pondrá en riesgo su vida, pero cuando se revela el contenido del texto, fácilmente nos damos cuenta que el motivo podría ser cualquiera.

- En Pulp Fiction (1994), de Quentin Tarantino, el contenido del maletín que deben recuperar Vincent Vega y Jules Winnfield para su jefe, Marsellus Wallace, nunca es revelado. De este modo, siendo imprescindible para que avance la película, que sea una u otra cosa no modifica la trama. Inicialmente contenía diamantes, pero Tarantino ―al considerarlo muy banal― opta por dejarlo a la imaginación de los espectadores.

- En Fargo (1996), de los hermanos Coen, el personaje interpretado por William H. Macy mantiene una gran deuda que motiva toda la trama de la película, sin que se sepa en ningún momento qué la ha ocasionado, a quién se la debe (aunque se deja entrever que ha malversado dinero de la financiera de General Motors), ni qué ha hecho con el dinero.

- En Ronin (1998), de John Frankenheimer, varios mercenarios y exsoldados de las fuerzas especiales, entre ellos Sam (Robert De Niro) y Vincent (Jean Reno), son contratados para robar un misterioso maletín. Nunca se da a conocer el contenido del mismo.

- En El gran Lebowski (1998) los personajes corren una serie de peripecias surrealistas por un secuestro que nunca llegó a concretarse.

- En Colega, ¿dónde está mi coche? (2000) dos adolescentes emprenden disparatadas aventuras para recuperar un coche viejo que podría haber sido reemplazado por cualquier otra motivación.

- En Héroe (2002) sólo al inicio se explica que los hechos transcurren en una China dividida por guerras civiles. Al final, queda claro que todos los personajes buscan la unificación del país, lo cual no los privó de enfrentarse con espadas y artes marciales durante todo el metraje. Los personajes incluso se enfrentan por un motivo, pero después resulta que tenían otras intenciones.

- En Charlie y la fábrica de chocolate (2005), el objetivo del protagonista, Charlie, es encontrar uno de los cinco boletos dorados que Willy Wonka puso aleatoriamente entre sus tabletas de chocolate, para poder invitar a cinco niños a su mágica fábrica de dulces. Una vez Charlie y los otros niños los consiguen y entran a la fábrica, inicia la segunda parte de la película y el verdadero conflicto, pero los boletos pierden su relevancia, desapareciendo de la pantalla y casi no vuelven a ser mencionados.

- En Crank (2006) y su secuela Crank: High Voltage (2009) también hay ejemplos de macgufin. En la primera, el personaje despierta envenenando y debe correr para salvar su vida mientras busca a los responsables y un antídoto. En la segunda parte, una banda mafiosa le roba el corazón, lo cual no le impide al protagonista correr por toda la ciudad para recuperar el órgano, entre disparos, situaciones cómicas y personajes de lo más extraños.

- En Los Simpson: la película (2007) un cerdo al que Homero Simpson adora, hasta tal punto de dejar en segundo plano a su familia, provoca una crisis en la ciudad. La familia debe huir de Springfield, lo que da inicio a la segunda parte de la película, pero el animal desaparece sin la menor explicación, lo que da un giro a la trama.

- En Sin lugar para los débiles (2007), un hombre común emprende una huida desesperada cuando en sus manos cae un maletín lleno de dinero, lo que desata una andanada de violencia. El asesino que lo persigue no está interesado en el contenido de la valija, e incluso el sheriff que intenta resolver el caso no tiene idea del motivo de tantas muertes.

- En Quémese después de leer (2008), de los hermanos Coen, se intenta extorsionar a un burócrata que trabaja para el gobierno. Se le pide dinero para no difundir un cederrom que este perdió, pero cuyo contenido escrito no tiene la menor importancia política.

- En la película argentina El secreto de sus ojos (2009) la premisa de los personajes parece estar centrada en recordar un asesinato que incluso fue resuelto. Sin embargo, a mitad de la trama el protagonista revela que quiere concluir una novela basada en ese crimen, lo cual lleva a retomar las pistas, y se llega a un nuevo giro en la trama. El libro se menciona un par de veces, si siquiera se dice si será editado.

- En La carretera (2009), protagonizada por Viggo Mortensen, un hombre intenta mantener a salvo a su hijo en un mundo posapocalíptico en el cual no hay comida. Sin embargo no se explica qué causó la catástrofe, cuando ésta esa la principal causante de los acontecimientos narrados.

- En Inception (2010) un grupo de especialistas se introduce en los sueños de una persona, a la cual quieren simplemente "implantarle una idea". La máquina usada para este fin también es un macgufin: apenas se muestra, su fabricación y funcionamiento nunca se aclaran, lo cual pasa a ser algo prácticamente irrelevante.

- En Noche loca (2010), Claire y Phil Foster son una cotidiana pareja neoyorquina que han hecho de su vida marital una cosa rutinaria. Para reencender la chispa de su matrimonio deciden visitar un restaurante de moda en Manhattan, en donde un caso de cambio de identidades provocará que sean confundidos con un par de buscados criminales iniciando una noche que difícilmente olvidarán. Para salir del problema, buscan el motivo y eso los llevará a un pendrive con información que para el espectador podría revelar cualquier oscuro secreto.

- En The Karate Kid (2010), el protagonista, Dre Parker, se hace amigo de un chico llamado Harry al llegar a China. Éste lo motiva para acercarse a Mei Ying, el interés amoroso de Dre Parker; interacción que sería la desencadenante del conflicto principal de la película, puesto que llama la atención del antagonista principal, Cheng, un pendenciero y pretendiente de Mei Ying, experto en Kung-Fu, y con quien Dre Parker se enemista. Pero el personaje de Harry pasa a ser irrelevante por el resto de la película, desapareciendo casi por completo de la pantalla; apenas se lo ve al final como un espectador en el torneo de Kung-Fu de Dre Parker.

- Tan fuerte, tan cerca (2011) un niño encuentra entre las posesiones de su padre fallecido una llave. El infante se propone descubrir a su propietario. Pero nunca se devela qué es lo que ésta abría, incluso el niño pierde interés en eso.

- En Grand Piano (2013) un pianista interpretado por Elijah Wood es amenazado de muerte si comete algún error en ejecutar una canción que sólo unos pocos privilegiados pueden tocar, y todo en pleno concierto. La película tiene varios macgufines: el piano del personaje, la melodía que es la némesis del atormentado músico, una herencia perdida, y una misteriosa obsesión del villano con el talento del protagonista. Pero sobre el final se revela que al tocar la melodía en cuestión el piano revela una clave para retirar una fortuna depositada en un banco suizo. Nunca se llega a saber si se trata de un simple papel con un número, una tarjeta, o una llave.

- En El Gran Hotel Budapest (2014) de Wes Anderson la trama de la película se desarrolla a partir de la herencia del cuadro "El niño con manzana".

- En Capitán América: guerra civil (2016) la trama se articula en torno a un peligroso suero que alzará a un supuesto ejército de «supersoldados». Cuando, al final de la película, los protagonistas llegan al emplazamiento de los supersoldados, descubren que todo ha sido una trampa orquestada por el barón Helmut Zemo para desencadenar un conflicto interno entre los Vengadores.

- En Alone in the dark, un médico extrae la sangre de un monstruo, y a continuación se la inyecta. Sin embargo, jamás se vuelve a ver o se menciona nada sobre el particular.

- En Misión imposible 3, de Jeffrey Jacob Abrams, a lo largo de toda la película buscan la «Pata de Conejo. Al final se abre el maletín, que contiene un arma bioquímica, pero es del todo irrelevante en el argumento. Una lista de agentes dobles, y el virus Quimera, respectivamente, son los detonantes de la acción en las dos entregas anteriores.

- En Wò hǔ cáng lóng (El tigre y el dragón) de Ang Lee, la historia comienza con la búsqueda por parte de los protagonistas de la espada Destino Verde, que ha sido robada. Este suceso, pese a que da inicio a la trama, resulta tener poca relación con lo que acontece luego en la película.

- En RocknRolla, de Guy Ritchie, el mafioso Uri Omovich (interpretado por Karel Roden) presta su cuadro favorito a un socio. Este es robado y va pasando por distintas manos a lo largo de la película hasta volver a su dueño. Nunca se llega a ver el cuadro ni se habla del contenido del mismo.

- En La fortaleza escondida, de Akira Kurosawa, el oro que lleva la compañía de la princesa ayuda a encauzar la trama. Nunca se sabe para qué es, si es que se puede dividir o compartir, hasta el diálogo final, donde se dice que es para restaurar el legado de la princesa.

- En la película La historia interminable, se habla de la «nada» que avanza sobre el reino de Fantasía, arrasando todo a su paso. Sin embargo no queda claro de qué se trata hasta la escena final.

- En El Mago de Oz, todos los protagonistas buscan, por separado, volver al hogar, poseer valor, tener un corazón, o bien un cerebro. Sin embargo en las escenas finales a cada uno se le entrega un artilugio que representa ingenuamente lo que desean, por lo que se entiende que ya lo poseían. En cuanto a la protagonista que desea volver al hogar, lo hace con un simple golpe de talones.

- En Primer, dos empresarios descubren accidentalmente los viajes en el tiempo, dándose paradojas temporales sin explicación aparente, al multiplicarse el número de protagonistas e intentando evitarlo haciendo cosas como encerrarse en un garaje metidos en una caja.

- En Chronicle (2012), tres adolescentes obtienen poderes telequinéticos al exponerse a un extraño objeto cristalino que encuentran en un agujero en el suelo del bosque. No obstante, el origen y naturaleza de este objeto no llega a ser explorado nunca en el filme, pues este se centra en los tres adolescentes y en la relación de amistad que van estableciendo entre ellos, así como el impacto de sus nuevas habilidades en su vida diaria y sus problemas personales.

- En El Gato con Botas: el último deseo (2022), el Macguffin es La Estrella de los Deseos, un objeto capaz de conceder un deseo a quien la use. Su búsqueda es el motor principal de la trama, haciendo que los personajes se enfrenten entre ellos y se unan a la aventura. Pero en sí misma, es irrelevante para el desarrollo de los personajes, las relaciones entre ellos, y las lecciones que aprenden. Al final, ninguno de los personajes la utiliza, y es destruida por ellos.

### Series y televisión
- En Los Simpson, varios episodios empiezan con una trama introductoria que poco tiene que ver con el desarrollo ulterior del episodio. Se trata, pues, de un ejemplo de macgufin que se ha convertido en rutinario e indistinguible a causa de la cantidad de episodios de la serie.

- En la serie Columbo, la mujer del teniente de policía es nombrada constantemente por este, siempre en relación con el caso concreto que investiga en cada capítulo, pero jamás aparece en toda la serie.

- En la serie How I Met Your Mother, el personaje principal narra a sus hijos cómo conoció a su madre. Esta premisa es poco más que una excusa para desarrollar el resto de tramas del protagonista y su grupo de amigos, ya que la madre no aparece en pantalla hasta el final de la penúltima temporada y apenas tiene unas líneas de diálogo en los últimos episodios.

- En la serie Mr. Robot, el personaje Whiterose trabaja con una máquina de escalas y funciones desconocidas, y que no se dan a conocer a lo largo se la serie, pero hace que los personajes tomen decisiones en torno a ella, aunque nunca se mencione lo que hace.

- En Expediente X, agentes del FBI enfrentan un sinnúmero de casos con trama paranormal, pese a la reticencia de sus superiores, deseo de agencias secretas por silenciarlos y el misterio esquivo de cada capítulo. Muchas de estas tramas están entretejidas de manera complicada, sobre todo las que involucran a extraterrestres. Sin embargo, nunca se aclara qué desea el gobierno, ni los extraterrestres.

- En la serie Los Serrano se revela en el último episodio que toda la serie era una sueño del protagonista, Diego Serrano (Antonio Resines).

- En Law & Order: Special Victims Unit cada episodio empieza con una trama introductoria que poco tiene que ver con el desarrollo ulterior del episodio y que sólo justifica el encuentro del cadáver que dará inicio a la historia. Incluso muchas veces la investigación inicial sólo lleva al tema que justifica el episodio.

- En el especial de Nochevieja Con el vértigo en los talones, realizado por José Mota para TVE en 2009, sale una parodia en la que se insta al presidente del Gobierno español José Luis Rodríguez Zapatero a encontrar una solución para la crisis económica española. El presidente afirma tenerlo todo pensado, y asegura que la solución está en encontrar los "brotes verdes", misión que ha encargado al agente McGuffin, su mejor espía. El mismo nombre del agente viene de que los "brotes verdes" son una mera excusa para desarrollar los sketches posteriores del show, solo aparecen en pantalla brevemente hacia el final del programa, y no se explica al espectador su función en ningún momento.

- En la serie Teen Titans Go!, en el episodio de la tercera temporada "The art of ninjatsu", los protagonistas deben conseguir un maletín que en su interior guarda lo que Robin se refiere como «el macgufin», que ―como su nombre indica― es algo secundario a la trama principal del episodio, la cual se centra en los personajes aprendiendo artes ninja para poder robar después el maletín.

- En la primera temporada de Supergirl Maxwell Lord y el general Sam Lane consiguieron el «omeghaedorn» después de que Supergirl y Detective Marciano hayan derrotado a sus enemigos principales de la temporada, pero no se vuelve a mencionar nada más de eso.

- En la serie The Leftovers, la trama gira en torno a un evento en el cual 140 millones de personas (el 2 % de la población mundial) desaparecen súbitamente. Si bien este misterio es el catalizador de la serie y sirve como hilo conductor, ninguno de los personajes está interesado en resolverlo, solo en continuar con sus vidas. Finalmente este evento nunca se resuelve y hasta queda de fondo en algunos episodios, dado que la serie se centra en explorar las consecuencias para los que "se quedaron". Solo en el último episodio, uno de los personajes principales cuenta una historia personal explicando qué pasó realmente con las personas que desaparecieron, aunque dentro del propio episodio hay "pistas" que indican que la historia podría ser inventada.

### Libros y relatos
- En la novela de ciencia ficción Fundación de Isaac Asimov, un planeta es colonizado por mil científicos con el objetivo de compilar una Enciclopedia, Ésta almacena los conocimientos de la humanidad, y sirva de ayuda en tiempos de decadencia económica y cultural del Imperio Galáctico. Gracias a esto el planeta poblado de sabios, en principio sin importancia, se convertirá en el centro político de la galaxia. Sin embargo, esa Enciclopedia solamente es mencionada contadas veces, no se la muestra. La trama está centrada en cómo los personajes sobrellevan distintos momentos de la caída del sistema político en la galaxia. Incluso en relatos posteriores, ya que se trata de una extensa saga, se critica a esta Enciclopedia por carecer de trabajo de campo propio, y ser una mera recopilación de datos, por lo cual queda descartada su elaboración, en pos de una investigación más minuciosa. Nunca se hace referencia a la primera edición, las posteriores, o cuál es su formato. Solamente en relatos tardíos a la primera novela, se dice que se encuentra preservada en un museo, y que se la cambió a un formato digital, sin más menciones.

- En la novela corta de Lin Carter, llamada El valle más allá del tiempo (1975) un nativo de Marte ofrece a un aventurero terrestre una piedra preciosa. A cambio, pide ayuda para a buscar a una mujer. La piedra solamente se menciona en el momento de la oferta y en unas pocas líneas al final del relato, ambos protagonistas dicen haberse olvidado de ella e incluso se da a entender que habían perdido interés en el arreglo, al avanzar hacia una amistad. Hay otro Mcguffin: se menciona que la mujer buscada había robado un mapa elaborado en plata, lleva a un valle mítico, lo cual da inicio a la tercera y última parte del relato. Pero en ningún momento ese mapa aparece o vuelve a ser tema de conversación.

- En el cuento Casa tomada (1946), de Julio Cortázar (1914-1984), los protagonistas viven plácidamente en una casona. Se ven obligados a trasladarse de un sector a otro de la casona, por miedo a ruidos apenas perceptibles, hasta que una noche quedan en plena calle, solamente con lo puesto. Nunca se dice qué o quién provocó la huida.

- En la novela de fantasía épica El Señor de los Anillos (1954), de J. R. R. Tolkien, se presenta uno de los ejemplos más notables de Macguffin: el Anillo único. La novela gira en torno a la destrucción de este anillo mágico, pero apenas es utilizado en la misma, y sus poderes y naturaleza no se exploran del todo.

- En el cuento There are more things (con título original en inglés), de 1975, de Jorge Luis Borges (1899-1986) el protagonista intuye que el mobiliario estrafalario de una mansión pertenece a un ocupante monstruoso, el cual nunca aparece, porque el relato termina bruscamente. Este cuento tiene otro macgufin, recurrente en Borges: el protagonista entra en acción merced a escritos que acaba de encontrar en alguna biblioteca.

- En el cuento El innombrable de H. P. Lovecraft, un protagonista es encontrado en aparente estado de histeria y revela haber visto al "Innombrable" sin que se aclare quién se trata. Este autor, que influyó a Borges, en muchos de sus relatos pone en acción a un personaje gracias a algún escrito antiguo, o una revelación misteriosa, encontrado por casualidad o investigación.

- En la longeva serie The Hardy Boys, los dos hermanos protagonistas se mezclan una y otra vez en los casos que investiga su padre, agente del gobierno. A veces lo ayudan, otras lo rescatan, o bien colaboran con su progenitor, apruebe o no este sus acciones. En ocasiones lo siguen por simple curiosidad. En general, el motivo para cada aventura se revela a los jóvenes mediante los diálogos con su propio padre, sus jefes o colaboradores. Siempre se trata de planos o listas que pueden referirse a cualquier asunto concerniente a la Guerra Fría. Rara vez se menciona la presencia de un avión secreto, o un nuevo tipo de rayo láser, laboratorio, o espías en peligro. Tratándose de planos, listas, archivos, o microfilmes, que apenas aparecen.

- En la novela Smiley's People de John le Carré, el protagonista investiga la muerte de un antiguo amigo de andanzas contra el comunismo de Guerra Fría. Un negativo fotográfico es el motivo del asesinato, que lleva a descubrir en Inglaterra un despliegue de espionaje poco usual para los años ´70, actividad por entonces en decadencia. Una investigación hecha con más observación que recursos, conduce a Smiley hacia el más grande espía soviético. Como ya se menciona con anterioridad, este elemento - el negativo fotográfico - podría haberse tratado de otra cosa: un microfilm, un pasaporte, una lista, una carta secreta. De hecho, Smiley, para atrapar a su archienemigo, le envía una carta, otro Macguffin, cuyo contenido nunca es revelado, solamente insinuado.

- En el manga One Piece, el objetivo de los protagonistas es encontrar el tesoro titular. Sin embargo, aunque es lo que hace mover la historia, el tesoro es algo sin relevancia para la mayor parte de la trama, que sigue las aventuras de los protagonistas en diferentes islas, a lo largo del viaje sucediendo diferentes arcos narrativos con sus propias tramas.

- En la serie de novelas ligeras Sakurada Reset, los protagonistas, residentes de una ciudad cuyos habitantes poseen poderes, buscan una piedra llamada MacGuffin que les permitirá controlar todos los poderes de su ciudad como motor de la trama, aun conscientes del propio significado de dicha palabra, la cual resulta por supuesto no existir y acaba por ser una mera excusa en el avance de la trama, que supone además una metáfora de la colaboración entre ciudadanos.

### Anime
- En la película de anime Millennium Actress, una joven tiene un encuentro fortuito con hombre que huye de la policía japonesa. Este le entrega una llave que colgaba de su cuello, y desaparece sin más palabras. Ella se enamora a primera vista, y promete devolver esa llave. Los hechos se llevan a cabo en un convulsionado Japón de entreguerras, y resulta imposible localizar al misterioso fugitivo. Entonces, la chica acepta un papel protagonista en una película, y que su amor secreto pueda localizarla al ver su rostro en los carteles de cine. La actriz inicia una exitosa carrera de varias décadas. Sin embargo, su amor nunca vuelve a aparecer, incluso su rostro nunca se muestra, y se da a entender que ella nunca lo vio: el reencuentro jamás se lleva a cabo. Ella siempre conserva la llave, pero su uso, su importancia, nunca es revelada. Se podría haberle entregado un medallón, un crucifijo, o cualquier cosa que pudiera colgarse del cuello.

- En Akira, un joven llamado Tetsuo con facultades sobre humanas emprende la búsqueda de alguien con el nombre de la película, al enterarse de que este es mucho más poderoso. Librado de sentimientos morales, provoca miles de muertes, y la devastación de una Tokio futurista y decadente, con tal de alcanzar su objetivo. Finalmente, comprobamos que Akira ha muerto, o por lo menos colocado en contención, sin que de él queden más restos que sendos frascos con su ADN. Este disparador de la trama podría haberse tratado de cualquier otro: Akira podría haber estado congelado, diseccionado, convertido en robot.

- En Perfect Blue, una joven cantante devenida en actriz de películas de contenido adulto se da cuenta de que es vigilada cuando llega a sus manos un papel con una dirección de internet. En esta página virtual, un largo texto informa de todo lo que ocurre en el departamento donde ella vive. El problema es que no será la única señal de que es vigilada hasta en su vida más intima: varios sucesos alrededor suyo lo indican, además de la aparición de personajes bizarros, y sin que en pueda pedir, con tal de no poner en peligro su carrera. Ello da inicio a una trama basada en la paranoia, y la doble personalidad. La chica, es vigilada por alguien muy cercano a su entorno, y el medio por el cual ella da inicio a la trama podría haber sido cualquier otro.

- Al comienzo de la segunda temporada del anime Pokémon, a los protagonistas se les encarga entregar la "GS Ball" a un artesano llamado César, lo cual terminan haciéndolo al final de la misma temporada tras viajar por el Archipiélago Naranja hasta que finalmente se encuentran con él. Una vez hecho, la GS Ball no vuelve a ser mencionada más en la serie.

- En el anime Paranoia Agent la historia comienza con Tsukiko Sagi, una diseñadora que ha ganado fama gracias a ser la creadora de Maromi. Ya ha pasado tiempo de eso y sus jefes la presionan para que termine ya un nuevo diseño, un nuevo personaje para que la gallina de los huevos de oro siga poniendo. Un día, volviendo a casa, un asaltante desconocido le atacará. Tsukiko no recuerda nada del asaltante salvo que llevaba patines dorados y un bate de metal torcido. Nace así la leyenda del chico del bate. Finalmente se descubre que el chico del bate es un invento de la diseñadora para escapar de su infalible realidad. Escape que muchos otros encontraron factible y se limitaron a atribuirle todo a alguien que no existía (el chico del bate). El chico del bate funciona como hilo conductor para relatarnos las historias y problemas psicológicos del protagonista de turno.

### Videojuegos
- En Monkey Island 2: LeChuck's Revenge el protagonista busca el tesoro Big Whoop pero en realidad era un simple sueño.
- En la saga de Uncharted el protagonista busca tesoros pero estos resultan no tener valor alguno o estar malditos.
- En la saga Fallout los protagonistas suelen salir de los refugios a buscar un objeto o una persona en el yermo para luego encontrarse con un problema mayor que deben resolver.
- En Bloodborne el protagonista llega a Yharnam buscando la Sangre Pálida, pero finaliza su aventura de manera completamente diferente.
- En la expansión "Lightfall" del videojuego Destiny 2 aparece "el velo" como elemento para el avance de la trama aunque nunca se explique su función ni composición, finalizando la historia de la expansión con una conclusión confusa en la que este elemento parecía prescindible.